# ليستير رودني
ليستير رودني (بالإنجليزية: Lester Rodney)‏ هو كاتب وصحفي أمريكي، ولد في 17 أبريل 1911 في نيويورك في الولايات المتحدة، وتوفي في 20 ديسمبر 2009 في والنوت كريك في الولايات المتحدة.